# Pachyteles delauneyi
Pachyteles delauneyi is een keversoort uit de familie van de loopkevers (Carabidae). De wetenschappelijke naam van de soort is voor het eerst geldig gepubliceerd in 1889 door Fleutiaux & Salle.

## Voorkomen
De soort is endemisch in Guadeloupe.